# Vera Lacková
Vera Lacková (* 20. Mai 1989 in Handlová) ist eine slowenische Romni-Filmproduzentin und Filmregisseurin, die in Wien lebt.

## Werdegang
Lacková schloss ein Studium für Medienwissenschaften und Journalismus an der Masaryk-Universität in Brünn ab. 2019 nahm sie an einem Programm der IDFA Academy in Amsterdam teil.
Während ihrer Studienzeit beteiligte Lacková sich an mehreren Dokumentarfilmen: Europe: a Homeland for the Roma und Because There Is Hope 2014. Bei By thoughts we are still there führte sie Regie. Der Film erzählt die Geschichten von Juden, sowie Sinti und Roma, die den Holocaust bzw. den Porajmos überlebt haben. 2015 gründete Lacková eine eigene tschechisch-slowakische Produktionsfirma namens Media Voice. Mit ihren Filmproduktionen berichtet sie aus der Innensicht heraus. Die Geschichten von und über Sinti und Roma, ermöglichen für andere, außenstehende ein Verstehen. So erscheinen überkommene Stereotype und Diskriminierungen in einem neuen Licht.
2017 erzählt sie in ihrem Dokumentarfilm Korene (Die Wurzeln) die Geschichte der Roma-Gemeinschaft in der Slowakei in der Zeit des Zweiten Weltkrieges. Der Film How I Became a Partisan (2021, 90 Min) handelt über ihren Urgroßvater Ján Lacko, wurde 2021 auf dem GoEast Film Festival in Wiesbaden gezeigt und gewann einen der Hauptpreise. Vera Lacková arbeitet zu Themen, die oft fernab des Mainstreams sind und fertigt unter anderem Dokumentarfilme und Werbevideos für NGOs. Sie ist Mitglied der Europäischen Filmakademie.

## Filme (Auswahl)
- 2014: By thoughts we are still there
- 2014: Because There Is Hope
- 2015: Alica
- 2017: Korene/Die Wurzeln
- 2021: Ako som sa stala partizánkou
- 2023: O Baripen
- 2024: Bittersüße Träume

## Auszeichnungen (Auswahl)
- 2021: Cultural Diversity Award
- 2022: Golden Kingfisher, Finále Plzeň Film Festival
- 2024: Stipendium des Bundesministerium für Kunst, Kultur, öffentlichen Dienst und Sport.[4]